# 弘前大教授夫人殺し事件
弘前大教授夫人殺し事件（ひろさきだいきょうじゅふじんごろしじけん）は、1949年（昭和24年）8月6日深夜、青森県弘前市で発生した殺人事件と、それに伴った冤罪事件である。略称は弘前事件。殺人被害者の名を取って松永事件とも呼ばれる。

## 概要
| 年     | 月日     | 事柄                                             |
| ------ | -------- | ------------------------------------------------ |
| 1949年 | 08月06日 | 事件発生。                                       |
|        | 08月22日 | 那須隆、逮捕される。                             |
|        | 10月24日 | 那須、起訴される。                               |
|        | 11月01日 | 青森地裁弘前支部で一審公判開始。                 |
| 1951年 | 01月12日 | 一審終了。那須は無罪となる。                     |
|        | 06月19日 | 仙台高裁で控訴審開始。                           |
| 1952年 | 05月31日 | 控訴審終了。那須に懲役15年の有罪判決。           |
| 1953年 | 02月19日 | 最高裁が上告を棄却。那須の有罪が確定。           |
|        |          |                                                  |
| 1963年 | 01月18日 | 那須、仮釈放される。                             |
|        |          |                                                  |
| 1971年 | 05月28日 | 真犯人が出現。                                   |
|        | 07月13日 | 那須、仙台高裁へ再審請求。                       |
| 1974年 | 12月13日 | 高裁刑事第一部、請求を棄却。                     |
| 1976年 | 07月13日 | 高裁刑事第二部、棄却決定を取消し再審開始を決定。 |
|        | 09月28日 | 再審開始。                                       |
| 1977年 | 02月15日 | 再審終了。那須は無罪となる。                     |
|        |          |                                                  |
|        | 10月22日 | 那須、国家賠償を請求。                           |
| 1981年 | 04月27日 | 青森地裁弘前支部で一審終了。那須が部分勝訴。     |
| 1986年 | 11月28日 | 仙台高裁で控訴審終了。那須が全面敗訴。           |
| 1990年 | 07月20日 | 最高裁が上告を棄却。                             |
|        |          |                                                  |
| 2008年 | 01月24日 | 那須隆、死去。                                   |

1949年8月6日深夜、弘前医科大学教授松永藤雄の妻が在府町の寄宿先で刺殺された。弘前市警察は近隣住民の無職の男性、那須隆を逮捕し、勾留延長や別件逮捕などを利用して厳しく追及した。那須は一貫して無実を主張したがアリバイはなく、事件の目撃者からも犯人であると断定され、精神鑑定でも那須は変態性欲者であるとの結果が出された。加えて那須の衣服に対する血痕鑑定でも血液の付着があるとの結果が出されたため、同年10月に那須は青森地方裁判所弘前支部へ起訴された。
一審では血液学の権威である東京大学医学部法医学教室教授古畑種基も数学を援用して那須の衣服の鑑定を行い、それには被害者のものと完全に一致する血液が付着していると結論した。これに対し那須の弁護人らは、実施された鑑定には不自然な点があるとして、物証は捏造されたものであると主張した。1951年（昭和26年）に下った一審判決では那須は殺人罪について無罪とされたが、裁判長はその理由を一切説明しなかった。仙台高等裁判所で開かれた控訴審では那須が変態性欲者ではないとする精神鑑定の結果も出されたが、1952年（昭和27年）の控訴審判決は古畑の鑑定を始めとしてほぼ全面的に検察側の主張を容れ、那須は懲役15年の有罪判決を受けた。やがて判決が確定した那須は10年間服役し、この事件は法医学の力が有罪判決に寄与したモデルケースとして知られるようになった。

しかし、事件から20年以上が経過した1971年（昭和46年）になって、事件当時は弘前在住で那須の知人であった男が、自らが事件の真犯人であると名乗り出た。那須は日本弁護士連合会や読売新聞などの協力を得て再審を請求し、その後行われた物証の再鑑定でも、過去の血痕鑑定には多くの批判が加えられた。1974年（昭和49年）に請求は一度棄却されたが、翌年に下された白鳥決定により再審の門戸が拡げられたことにより間もなく再審の開始が決定された。そして事件から28年が経過した1977年（昭和52年）、仙台高裁は物証の捏造を強く示唆して那須に対する殺人の罪を撤回し、事件は冤罪と認められた。だが、その後の国家賠償請求訴訟では国側の過失責任は否定され、那須の全面敗訴となった。

## 背景

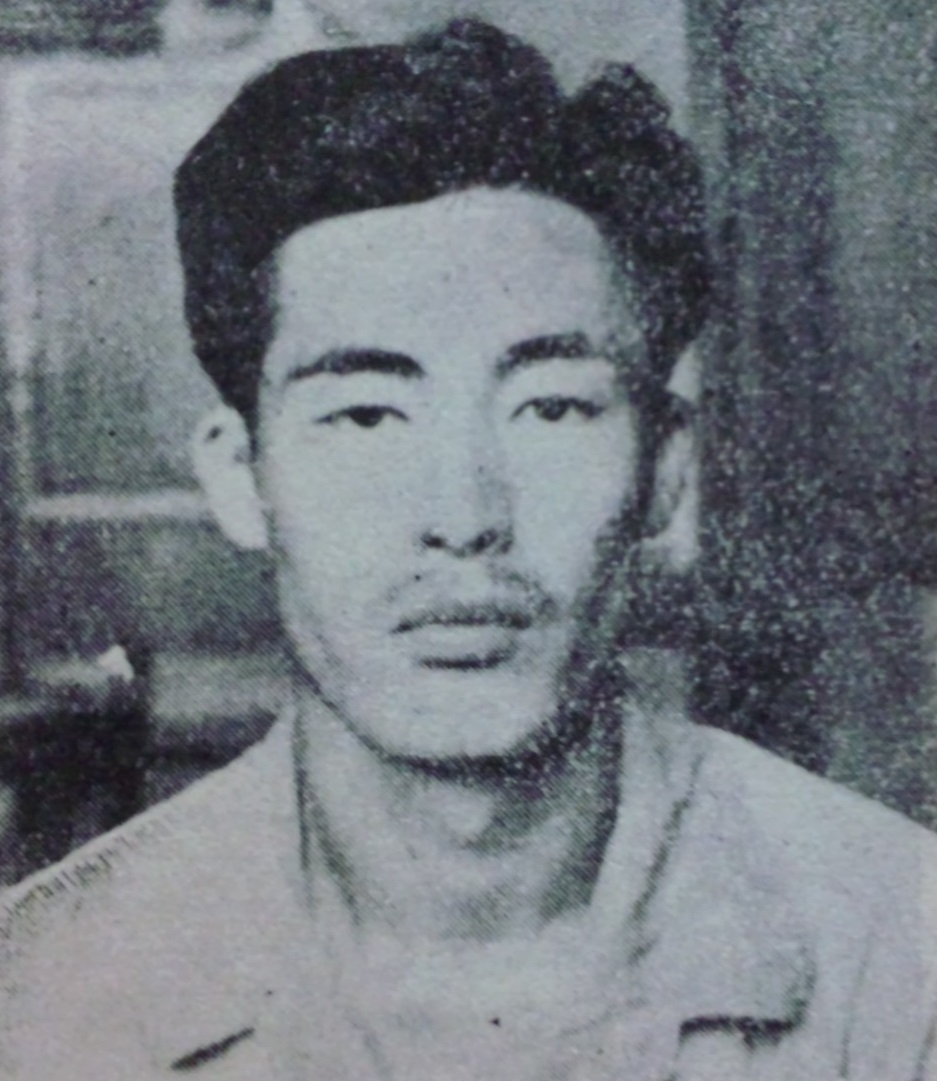
那須隆

1945年（昭和20年）、第二次世界大戦での敗北によって連合国軍が日本に進駐し、占領政策の一環として学制改革が開始された。これを受けて、1948年（昭和23年）2月に青森県弘前市に設置されたばかりの旧制弘前医科大学も、併存していた前身校の青森医学専門学校（青森医専）とともに、国立学校設置法によって1949年（昭和24年）5月に新制弘前大学の医学部へと再編された。しかし、実際に弘大医学部が開設されたのは翌々年の1951年（昭和26年）4月のことであり、弘前大教授夫人殺し事件はこの大学再編の過渡期に発生した事件である。
当時の弘前医大で学長を務めていたのは東北帝国大学（後の東北大学）元教授の精神科医、丸井清泰であり、学内では東北大学系の学閥が力を持っていた。同時期に東北大学から赴任してきたばかりの松永藤雄もまた、丸井の片腕として大きな政治力を持ち、同大学教授と大学附属病院内科部長も務めていた。松永は1947年（昭和22年）から弘前市在府町で、妻S（事件当時30歳）と2人の子供たちとともに住むようになった。一家が身を寄せたのは松永が東北大学に勤務していた頃の患者宅の離れで、その付近には古くからの武家屋敷が立ち並んでいた。
その屋敷町の、松永一家の寄宿先から200メートル足らずの距離に屋敷を構えていたのが、下野国を治めていた戦国大名の那須氏直系の家であった。統一那須家から数えて15代目の時代に東京の屋敷を台風で失い、かねてから養子縁組などで縁の深かった津軽家を頼って弘前へ移り住んだ那須家であったが、農地改革で小作地を奪われた当時の那須家は没落状態にあった。この家庭に12人きょうだいの次男（長男は夭逝したので実質的な長兄）として生まれたのが当時25歳の那須隆（なす たかし）である。1943年（昭和18年）に東奥義塾を卒業し、かつては満州国興安総省の開拓団指導員や青森県通信警察官としても働いていた那須であったが、通信警察が廃止されてからは定職に就けず、失業者として暮らしていた。しかし、那須は長兄として家族を養うために警察官に戻ることを考えていた。

## 事件と捜査

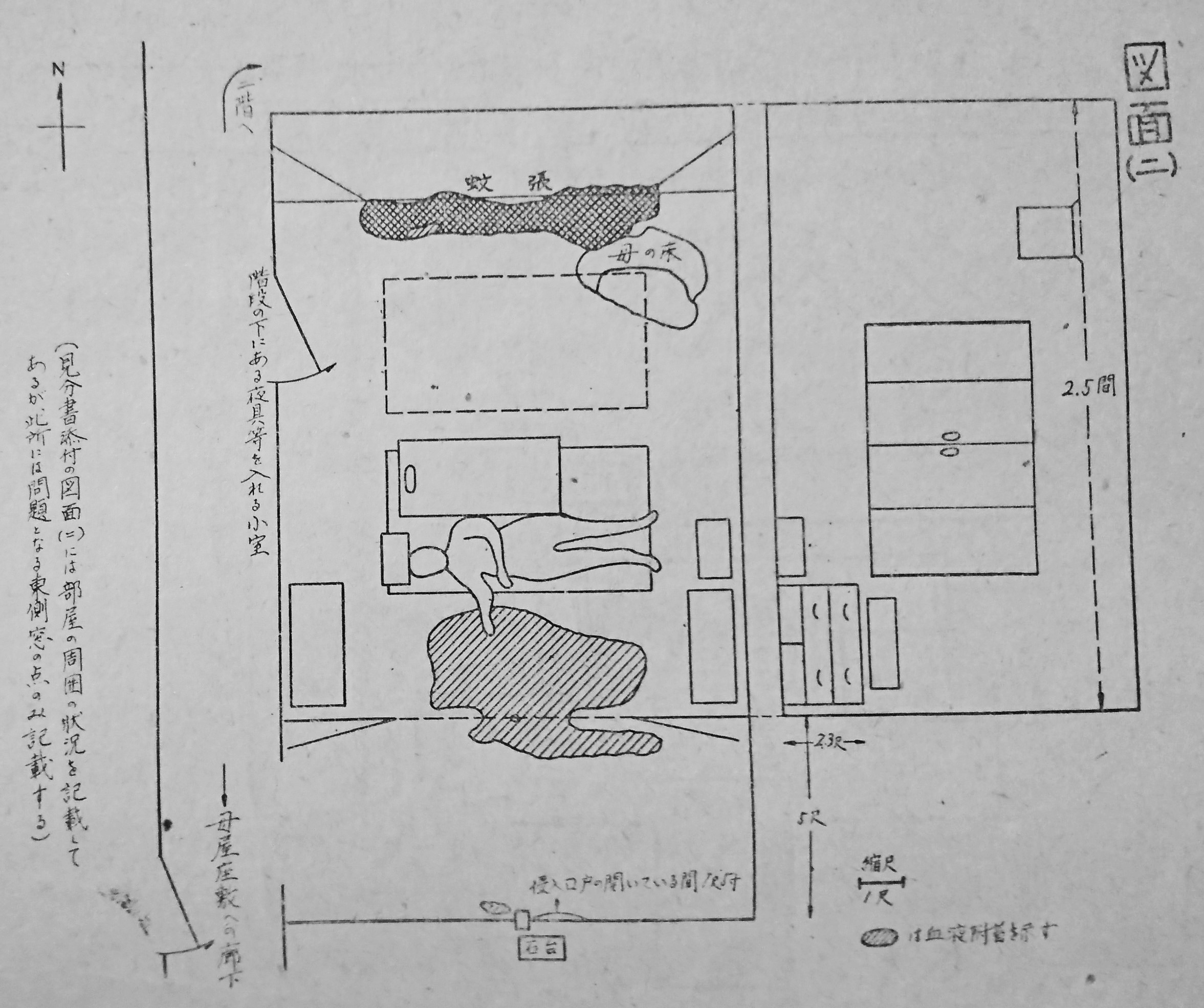
弘前市警による実況見分の調書添付図（8月7日付）

1949年8月3日、松永は仕事のため一週間ほど家を離れる予定で、息子を連れて青森市へと発った。4歳の娘と2人で家に残されることになったので、松永の妻Sは実家から母親を呼び寄せ、夫たちの留守の間を3人で過ごすことにした。
8月6日22時頃、3人は離れ一階の8畳間で「川」の字になって床に就いた。8畳間には2燭光の水色豆電球が点いており、3人は北側からSの母、Sの娘、Sの順に縁側へ面した南側へと横たわっていた。事件が発生したのは、それからおよそ1時間後のことである。
23時過ぎ、Sは南の縁側から侵入してきた男に家族の目の前で刺殺された。致命傷は鋭利な刃物で左側総頸動脈に受けた傷であったが、姦淫された形跡はなかった。
当時の上流階級であり、なおかつ近隣でも評判の美女であった大学教授夫人の殺害事件に、地元の世論は沸き立った。所轄の自治体警察である弘前市警察は松永一家の交際状況や近隣の前科者などを洗ったが、結果は思わしくなく、加えて医大側が非協力的であったために捜査は難航した。やがて弘前市警は国家地方警察青森県本部に協力を仰ぐことになったが、この2つの警察の間では縄張り争いからの反目が絶えなかった。事件から2週間後に市警が別件逮捕した有力な被疑者も、アリバイの発覚により釈放を余儀なくされた。事件の迷宮入りを新聞が危惧するなか、市警の見立ては変態性欲者犯行説へと傾斜していった。

### 那須への疑惑

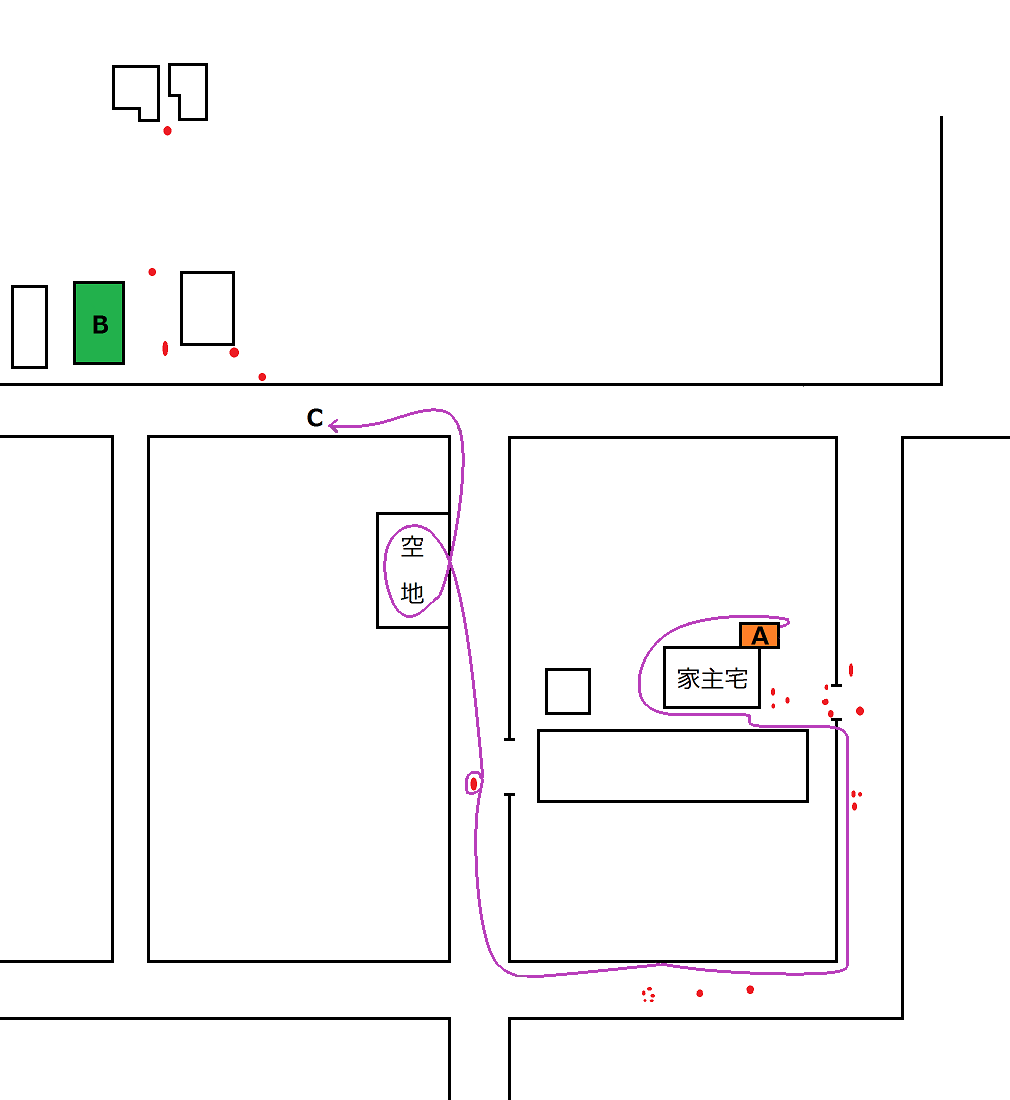
A - 松永宅
B - 那須宅
紫線C - 警察犬のたどったルート
赤の斑点 - 血痕およびその類似物
（8月7日付実況見分調書から作成。建物などの縮尺は実寸と全く異なることに注意）

一方、近隣住民であった那須隆は、事件の報を聞くや翌朝には現場に駆けつけて聞き込みを行っていた。のみならず、那須は犯人と思われる者を何人も警察へ通報し、自ら自転車で走り回っては不審人物を捜索し、自宅の周辺から血痕や凶器を発見しようと骨を折っていた。手柄を立てれば警官への道が開けると考えての行動であったが、役に立たない情報ばかり持ち込んでくる那須に対し、市警は逆に疑惑を抱くことになる。
さらに、那須宅付近からは実際にSのものと同じB型の血痕らしきものが発見されており（ただし、那須のABO式血液型もSと同じB型であり、那須宅付近の血痕と松永宅付近の血痕の間には道のりにして約200メートル、血液の検出されなかった区間がある）、現場に残されていた足跡を事件翌朝に追った警察犬も、臭いを追って那須宅の数件手前の地点まで達していた（ただし、この警察犬は松永宅付近の血痕があった地点には全く反応していない）。しかし、同年に行われた刑事訴訟法の抜本的改革によってさらに強力な証拠を必要としていた市警は、この段階でも那須の逮捕を躊躇していた。
そんな中、8月21日の夕方に那須は東奥義塾時代の後輩の家を訪ね、夕食後に後輩宅を辞した。この際に後輩宅へ那須が預けていったリンネル製の白いズック靴が市警に領置され、そのズック靴は市内の内科・小児科開業医である松木明のもとへ持ち込まれた。市の公安委員にして著名な民俗学者、地元の名士である松木によってズック靴の血痕鑑定が行われ、およそ2時間後に松木は「ズック靴には人血が付着している」と結論付けた（下表参照）。このズック靴を物証として市警は翌22日夕方に那須に任意同行を求め、那須はその時作業着として着用していた海軍用開襟白シャツを着替えながら、それに応じた。
同日19時50分、那須は殺人容疑で逮捕された。同時に行われた家宅捜索で、那須が脱いだばかりの開襟白シャツが、実包のない骨董品の拳銃などとともに押収された。

#### アリバイと目撃証言
市警は第一に那須のアリバイを追及した。弁護士への接見も一切許されず、殴る蹴る、トイレに行かせないといった拷問もあったという。しかし那須が主張する事件当夜のアリバイは激しく転変し、そのいずれもが捜査によって打ち崩された。また、家族も那須の確たるアリバイを挙げることができず、近親者である彼らの証言能力自体も疑問視された。9月11日には那須は「事件当夜は自宅にいて、近隣住民が氷を削っている音を聞いた」と主張したが、市警の調べに対してその住民は那須の主張を否定した。
8月31日には、唯一の犯行目撃者であるSの母に対する那須の単独面通し（目撃者に比較対照させない形式の面通し）が青森地検によって行われた。
事件直後の警察に対する調書では「犯人の顔は殆ど見ていなかった」と証言していたにもかかわらず（上記参照）、Sの母は那須が犯人であると断言した。その後も、Sの母の証言は日を置くごとに詳細さを増していった。

#### 勾留の延長
| 08月22日 | 本件逮捕（殺人）                  |
| 08月25日 | 勾留開始（最大10日間）            |
| 09月03日 | 勾留延長（最大10日間）            |
| 09月12日 | 鑑定留置（最大30日間）            |
| 10月12日 | 別件逮捕 （銃砲等所持禁止令違反） |
| 10月14日 | 勾留開始（最大10日間）            |
| 10月22日 | 本件再逮捕                        |
| 10月24日 | 本件起訴                          |

市警と地検は、押収した証拠物の鑑定や、事件の動機と見なした変態性欲を確認するための那須に対する精神鑑定も行ったが、その結果はなかなか出揃わなかった。逮捕から勾留期限の10日間と延長期限のさらなる10日間が過ぎ、精神鑑定によってさらに認められた30日間の鑑定留置も決定的な証拠の見つからないままに過ぎ去った。
窮余の策として、市警は鑑定留置期限の前日10月12日に銃砲等所持禁止令違反容疑で那須を再逮捕した。那須が子供の頃に玩具にしていた骨董品の拳銃については、9月7日に不法所持について始末書を提出して済まされていたはずであった。この別件逮捕に加え、市警は微罪を理由とした保釈を防ぐために、殺人罪という以前と同じ罪状で10月22日に異例の再逮捕を行っている。だが、那須は2日後に起訴されるまで一貫して自白を拒否し続けた（ただし、「裁判の結果無期懲役になろうが何うなろうが裁判長の認定に任せる。控訴する気持はない」との那須の供述は後の裁判で自白として扱われた）。

#### 精神鑑定
10月25日になってようやく、長引いていた精神鑑定の結果が地検に提出された。しかしその鑑定を9月10日に嘱託されていた精神科医は、Sと松永を通じて利害関係にあるはずの丸井清泰であった。その鑑定書では丸井は9月10日から10月25日まで那須を検診して鑑定を行ったとしているが、実際に丸井が那須を検診したのはある一日の15分間のみで、検診の内容も「日本一高い山は」「馬の脚は何本」「いろはを答えよ」といった内容ばかりであった。丸井は那須の知人十数人の供述から、那須の責任能力を認めながらも「所謂変質状態ノ基礎状態テアル生来性神経衰弱症」「表面柔和ニ見イナカラ内心即チ無意識界ニハ残忍性『サディスムス』的傾向ヲ包蔵シテ居リ両極性相反性ナル性格的傾向ヲ顕著ニ示ス」と鑑定した。「謹厳」「おとなしい」といった肯定的な評判も、残忍性や女性への興味を抑圧した結果の反動であると解釈された。
丸井に対して嘱託されていたのは那須の精神状態に関する鑑定のみであったが、丸井はさらに鑑定書に以下の文言を付け加えた。

#### 血痕鑑定
一方、那須のもとから押収されたズック靴と白シャツを巡っては、さらなる混乱があった。この2つの物証は後に多くの鑑定人の元を行き来することになるが、それらの鑑定を松木に次いで受け持つことになったのが、弘大医学部に包括されながら併存していた青森医専の法医学教室教授、引田一雄であった。那須の逮捕直後の8月24日に医専に持ち込まれた物証について、引田はまずズック靴に対して鑑定を行ったが、松木の鑑定結果に反して血痕は発見されなかった（下表参照）。引田がこの結果を市警に伝えるや、市警は残りの物証を引田の元から引き揚げてしまった。そのため引田は白シャツに関しては肉眼での検査しか行えなかったのだが、その際にシャツに見たのは褪せた灰暗色の汚点で、仮に血であるとしてもかなり古いものであったという（下表参照）。
引田の元から引き揚げられたズック靴と白シャツは、次に国家地方警察青森県本部科学捜査研究所（科捜研）に渡った。しかし、科捜研が9月12日に提出した鑑定書ではまたしてもズック靴から血痕は見つからず（下表参照）、白シャツからはABO式血液型でB型の血液が検出されたものの、これだけではSの血液とも那須の血液とも判別できず、決め手とはならなかった（下表参照）。この間に那須の精神鑑定留置で作られた時間を利用し、地検は再び松木に物証の鑑定を依頼した。松木はある市警技術吏員（鑑識官）を共同鑑定人として10月半ばにズック靴と白シャツの鑑定を行い、両者からはそれまでの鑑定では触れられなかった多数の血痕が新たに発見された（下表ズック靴鑑定・白シャツ鑑定参照）。そして、松木・鑑識鑑定とほぼ同時に、東北大学医学部法医学教室助教授の三木敏行によっても白シャツの鑑定が行われ、この鑑定でもやはり白シャツからは血液が検出された（下表参照）。
決定的であったのは、それらの鑑定で白シャツからQ式血液型でQ（ラージ・キュー）型の血液が発見されたことであった。Sと那須の血液型はABO式でB型、MN式でM型という点までが共通していた。しかし、Q式ではSがQ型で那須がq（スモール・キュー）型と食い違い、これによって白シャツの血痕はSの返り血であると判断された。

##### 松木鑑定への疑惑
那須の逮捕と起訴の決め手となったのが、松木らの行ったズック靴と白シャツについての鑑定結果であった。しかし、それらの鑑定については多くの疑義が呈されている。
まず、松木が最初にズック靴を鑑定したのは引田の鑑定よりも以前のことであるが、引田はズック靴に鑑定試料の切り取り跡を見ていない。8月の松木鑑定時には血液型の判別は不可能であったとされているのに、那須への逮捕状の請求書では血液型がB型と判定されたことになっている。その一方で、10月4日の再鑑定でも試料不足で判別できなかった血液型が、17日頃の共同鑑定では判別されており、ベンチヂン反応が陰性であったはずの左靴の「斑痕ア」も血液と鑑定されている（下表参照）。さらに、反応には1日程度要するとされていた人血鑑定の結果も、2時間という短時間で得られている。加えて、ズック靴を領置した警官は「なんだかシミがついているからというんで、つばをつけてこすった」と公判で証言しており、このことから那須は、警官の唾液が血液と誤判定されたのではないか、と疑念を呈している。検察側は松木によるこの第一のズック靴鑑定結果を公判に提出するのを拒み続け、結局それが明らかにされたのは再審が開始された1977年（昭和52年）になってからであった。
片や松木の共同鑑定人となった市警鑑識官は、鑑定直後に「那須はシロだ」と知人に漏らしている。鑑識官によれば、白シャツに付着していた斑痕は飛沫痕の特徴である星型痕ではなく、駒込ピペットで垂らしたような洋梨型であったという。さらに、人血鑑定には抗人血清沈降素や遠心分離機が必要であるにもかかわらず、当時の松木医院にあった設備は「試験管が5、6本」であったという。

ズック靴と白シャツに対する松木・鑑識鑑定書の添付図
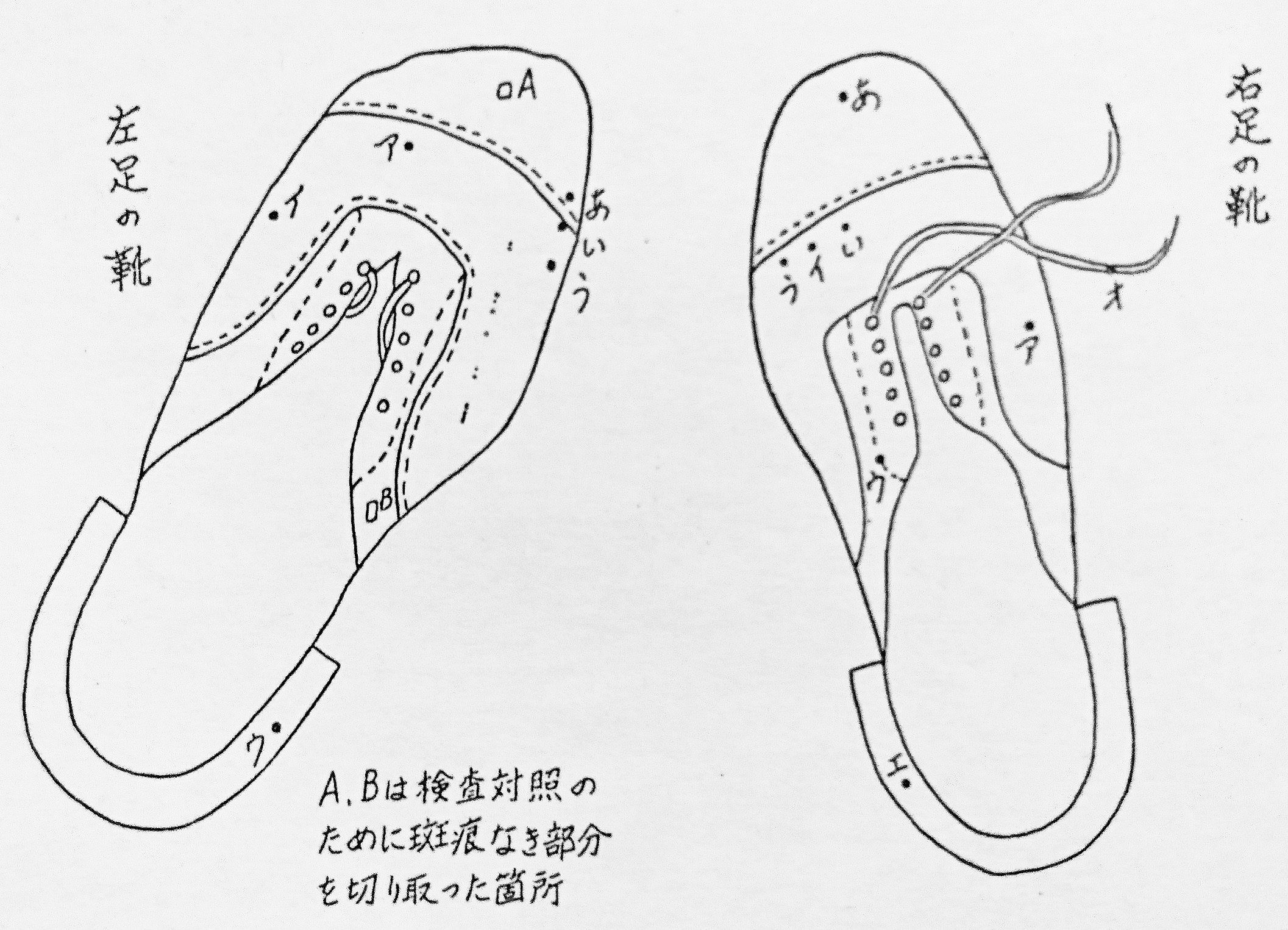
該靴に附着しある斑痕（単なる斑痕、血液、人血液等を含めて）は噴出したものの細かなものが飛び着いたものと思われ、前に附着しある物件に接触して着いたもの若しくは上から滴り落ちて着いたものとは思われない。 — ズック靴に対する松木・鑑識鑑定書（10月19日付）より[64][注釈 5]
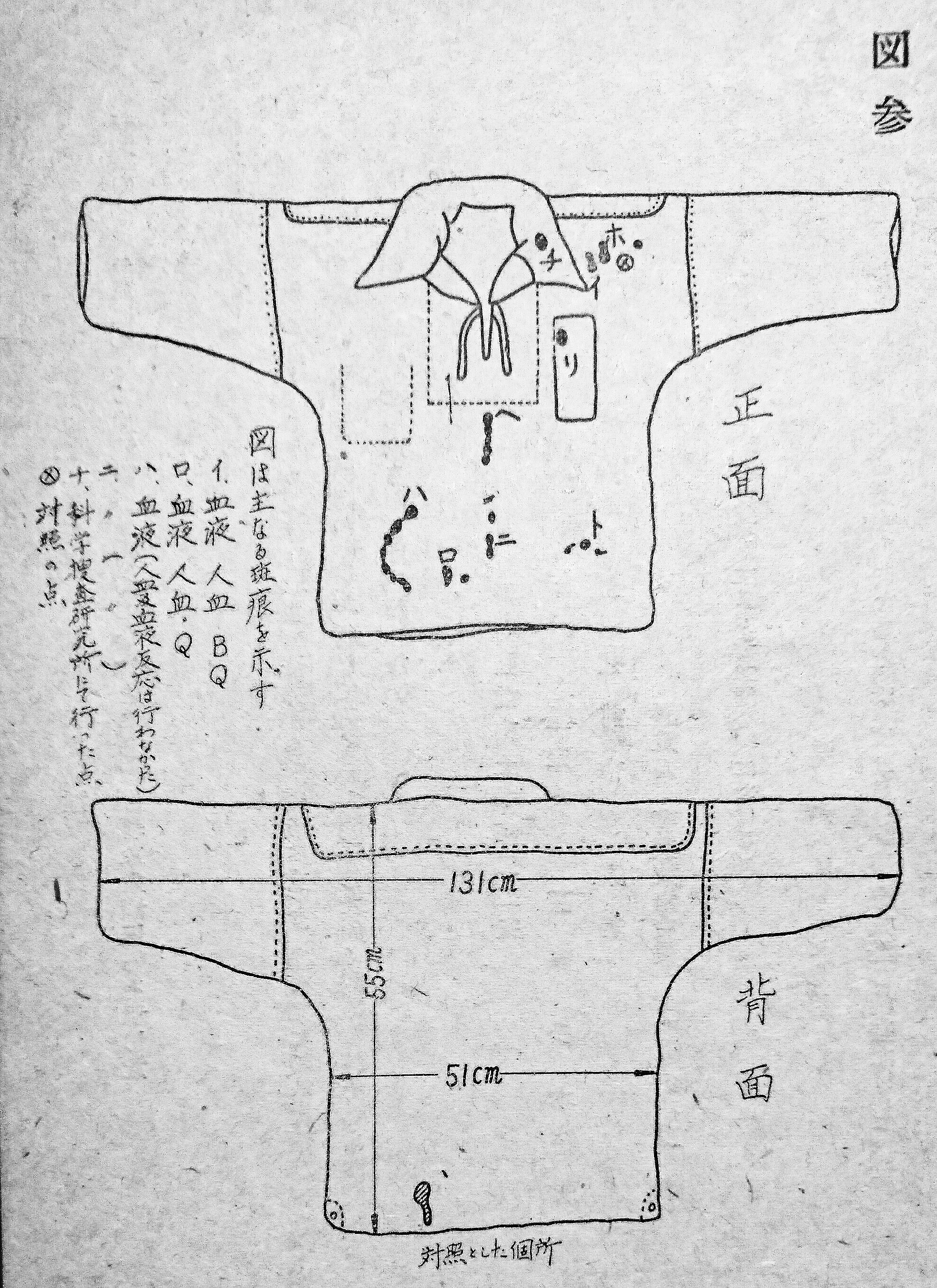
特にホ点及イ点は上方に突起部がある〔原文では描図されている〕型で下方から附着点に立てた垂直面に斜めに飛び来たつて附着した如く認められ、ヘ点及びト点は上方斑痕部に平行して近くから滴下した如く認められそれも内側からのものとは認められず、又接触して附着したものとは思われない。 — 白シャツに対する松木・鑑識鑑定書（10月19日付）より[66][注釈 6]
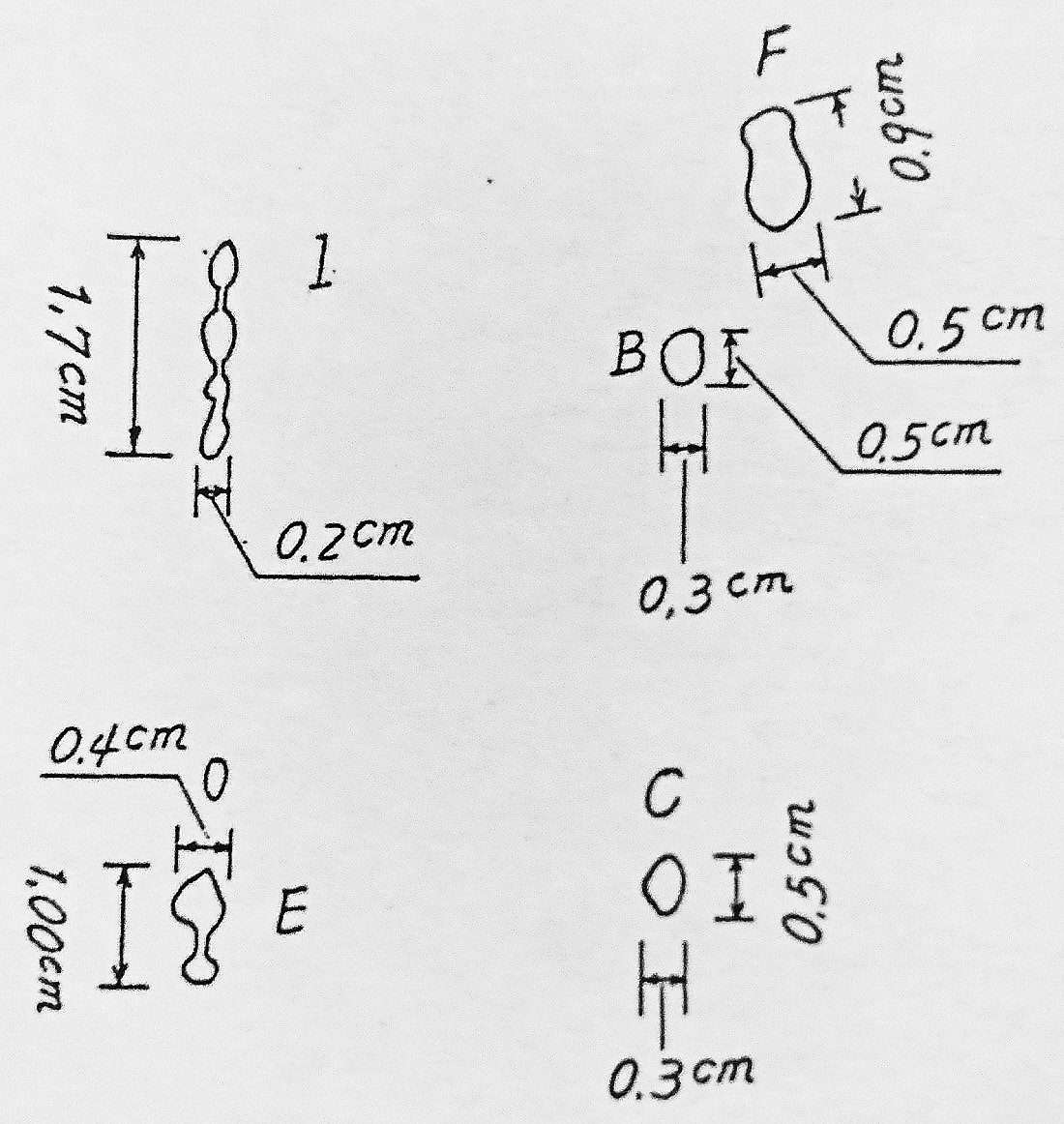
白シャツ鑑定書添付図に記載された斑痕の形状・サイズの詳細。斑痕Bは「斑痕イ」、Cは「ロ」、Eは「ニ」、Fは「ホ」、Iは「ヘ」に相当し、計測は後の再審時に仙台高裁刑事第二部が行ったもの[70]。

## 裁判

### 一審
白シャツからSと同型の血液が検出されたことただ一点を決め手として、那須は10月22日に銃砲等所持禁止令違反で、同月24日に殺人罪で、青森地裁弘前支部に起訴された。公判は11月1日に開始され、銃砲等所持禁止令違反については争いがなく初日で審理は終わった。しかし殺人については検察側、弁護側双方の主張が対立した。

#### 証言
那須の無実を訴える弁護側に対し、検察側は那須を「『獣人』のような異常性格者」であるとして極刑を求めた。弘前市民の大多数も那須の有罪を疑わず、松永も当時の新聞に対して、那須は遺伝性の異常性格者であり「社会のバチルスの如きもので、社会の進化にとって絶滅すべき存在」であると語ってその処刑を支持している。
一審検察側の立証は、その圧倒的多数が悪性格立証に頼るものであった。検察側は「被告人は変態性欲者であるが」という、起訴状一本主義に反した断定表現で冒頭陳述を開始し、多くの証人を申請してその証明を試みた。ズック靴の預かり主であった那須の後輩は、那須から人の殺し方や足音を立てない歩き方を話して聞かされた、と証言した。後輩の義姉も、夫がいない日に家に上がり込まれて殺人の話を聞かされ、結局半ば強引に家に泊めさせられたが、那須はその晩うなされていた、と証言した。これに対し弁護側は、警官志望者で探偵小説のファンである那須が殺人の話をするのは不自然ではなく、人妻の家に泊まり込むことも変態性欲とは直結しないと反論した。
目撃証人については、公判ではSの母の他にも事件当夜に不審な男を目撃したという近隣住民が幾人も出廷した。男が那須に非常によく似ていたと証言する者もいたが、彼らのうちでそれが那須であると断言した者はいなかった。事件の前年に那須が大型ナイフを持っていたと語った証人もいたが、那須はこれを否定した。

#### 第二の容疑者
弁護側は、事件発生前の1949年5月から事件後の同年9月にかけて市内で発生し、弁護人の一人である三上直吉（弁護士登録番号23番、当時83歳で県弁護士会の最長老であった）が弁護を担当していた連続婦女傷害事件について、刃物を凶器とするなど本件と犯行様態が似ているとして法廷で取り上げた。しかし、すでに逮捕されて取調べを受けていたその事件の犯人について、本件でも調べを行ったが確たる反証が挙がった、と市警から証言があったため、真犯人の存在についてそれ以上の議論は起こらなかった。後に検察側はこれを「那須を弁護するために自己の弁護する他の事件の被告人を犯人視する主張は弁護人の良識を疑わしめるものである」と批判した。

#### 古畑鑑定

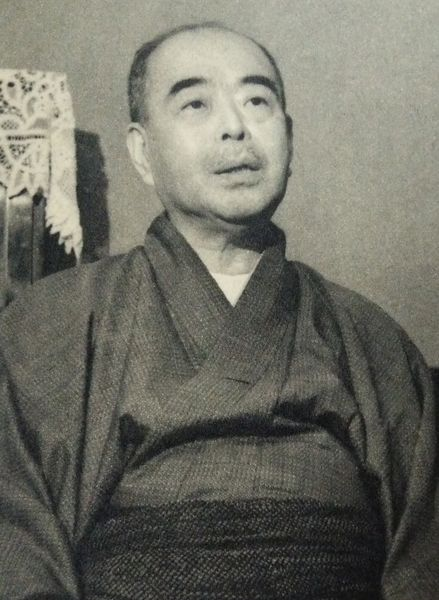
古畑種基（1956年）

弁護側は、目撃証言や那須宅周辺の血痕の犯罪性についても不正確性を主張したが、物証となったズック靴と白シャツの鑑定結果についてはさらに厳しく批判した。弁護側は、血痕が付着した犯行当時の着衣を犯人が逮捕日まで毎日着続けることはあり得ない、と主張した。弁護側の証人として出廷した引田も血痕の経年変色の専門家として、白シャツの斑痕は最近のものではあり得ない、と証言した。検察側はこれに対し、引田には本件以前にルミノール検査の経験がなく、加えて引田は共産党のシンパであるため証言に信憑性がないと反論した。
弁護側はさらに踏み込んで、白シャツに付着していた血痕が、引田鑑定の「褪灰暗色」から三木鑑定の「赤褐色」へと時間の経過とともに鮮やかさを増していることを理由に、白シャツの血痕が捏造されたものであると主張した。弁護側は、白シャツの再鑑定を東京大学もしくは慶應義塾大学へ委託して行うことを裁判所へ求め、裁判所がこれを容れて物証の再鑑定を行うよう命じたのが、東京大学医学部法医学教室教授の古畑種基であった。
事件からおよそ1年後に行われた再鑑定で、古畑はズック靴について、斑痕の存在も人血の付着も認められないと結論した（下表参照）。検察側はそれを前鑑定で試料が消費されたためであると反論した。その一方で古畑は、白シャツに付着していた血痕はABO式、MN式、Q式、そしてE式（この血液型鑑定が裁判に用いられたのは、日本の司法史上初のことである）の4つの血液型がSのものと完全に一致し、その赤褐色の人血痕は事件現場の畳表の血液と同時期のものであると結論付けた（下表参照）。

##### 数学鑑定
血痕鑑定に加えて古畑は、東京工業大学工学部教授の小松勇作の協力の下、ベイズの定理を用いて白シャツの血痕と現場の血痕が同一人物のものであることの証明も試みている。
上の計算で古畑は、白シャツの血痕と現場の畳表の血痕の一致率を {\displaystyle X} と置き {\displaystyle X=1}、日本人におけるBMQE型血液の持ち主の割合である1.5パーセントを {\displaystyle Y} と置き {\displaystyle Y=0.015} とそれぞれ設定してベイズの定理に代入し、両者の血痕は98.5パーセントの確率で同一人のものであると結論した。この計算に対し弁護側は、1.5パーセントの誤差がある以上、それは人口6万人の弘前市においてSの他に900人の被害者候補がいることを示していると反論した。

##### 確率計算に対する批判
古畑が確率論を用いた鑑定を行ったことに対しては、数学者からも後に多くの批判がなされている。上のように、古畑鑑定書には極めて不完全な形でしか数式が現れず、これを一般的なベイズの定理に復元するためには、まず次のような手順を踏まねばならない。
血痕がBMQE型である確率を {\displaystyle P(A)}、血痕がSのものである確率を {\displaystyle P(B_{1})}、血痕がSのものでない確率を {\displaystyle P(B_{2})} と設定すると、鑑定書にある「両者の血痕が同一人の血液に由来するものである確率」{\displaystyle W_{1}} とは「血痕がBMQE型である」という事象が起きた上で「血痕がSのものである」という事象が起きる事後確率 {\displaystyle P(B_{1}|A)} を指していることになる（{\displaystyle W_{2}} は単純に1からこれを引くことで得られる）。一方で「同一人物であった時の一致率」{\displaystyle X} は「血痕がSのものである」という事象が起きた上で「血痕がBMQE型である」という事象が起きる事後確率 {\displaystyle P(A|B_{1})} を指しており、こちらは当然
{\displaystyle X=P(A|B_{1})=1}
である。「一般人の間に出現する頻度」{\displaystyle Y} は「血痕がBMQE型である」上で「血痕がSのものでない」場合の確率であるので
{\displaystyle Y=P(A|B_{2})}
と表すことができる。また、「血痕がSのものである」という事象 {\displaystyle B_{1}} と「血痕がSのものでない」という事象 {\displaystyle B_{2}} は完全系をなしているため、任意の事象 {\displaystyle C} に対して
{\displaystyle P(C)=P(C\cap B_{1})+P(C\cap B_{2})}
が成り立つ。さらに任意の事象 {\displaystyle D} に対しても
{\displaystyle P(D|C)={\frac {P(C\cap D)}{P(C)}}}
が成り立つため、確率 {\displaystyle P(A)}、{\displaystyle P(B_{1})}、{\displaystyle P(B_{2})} に対しても
{\displaystyle P(B_{1}|A)={\frac {P(B_{1})P(A|B_{1})}{P(B_{1})P(A|B_{1})+P(B_{2})P(A|B_{2})}}}
が成立する。この復元手順については多くの数学者の間で一致がみられる。ところが、上の式は
{\displaystyle W_{1}=P(B_{1}|A)={\frac {P(B_{1})P(A|B_{1})}{P(B_{1})P(A|B_{1})+P(B_{2})P(A|B_{2})}}={\frac {P(B_{1})X}{P(B_{1})X+P(B_{2})Y}}={\frac {X}{X+Y}}}
を表しているのであり、この等式は
{\displaystyle P(B_{1})=P(B_{2})={\frac {1}{2}}}
すなわち、血痕がSのものである確率とSのものでない確率は五分五分である、という仮定を置かなければ成立しない。つまり古畑鑑定では初めから那須が犯人である蓋然性が50パーセントと設定されていることになる。のみならず古畑は {\displaystyle P(A|B_{2})} に日本人におけるBMQE型血液の持ち主の割合を代入しているが、これは日本人全員が那須のシャツに血痕を付ける機会を持っていた、と述べているに等しい仮定である。さらに、古畑がなした2つの仮定を連立させると
{\displaystyle P(A)=P(A\cap B_{1})+P(A|B_{2})P(B_{2})=P(B_{1})+{\frac {0.015}{2}}=0.5075}
が得られるので、{\displaystyle W_{1}} の値はベイズの定理とは無関係に
{\displaystyle W_{1}=P(B_{1}|A)={\frac {P(A\cap B_{1})}{P(A)}}={\frac {P(B_{1})}{P(A)}}={\frac {0.5}{0.5075}}\fallingdotseq 0.985}
と算出できてしまう。すなわち、古畑が鑑定書で用いているのは事実上の循環論法である。

### 一審判決

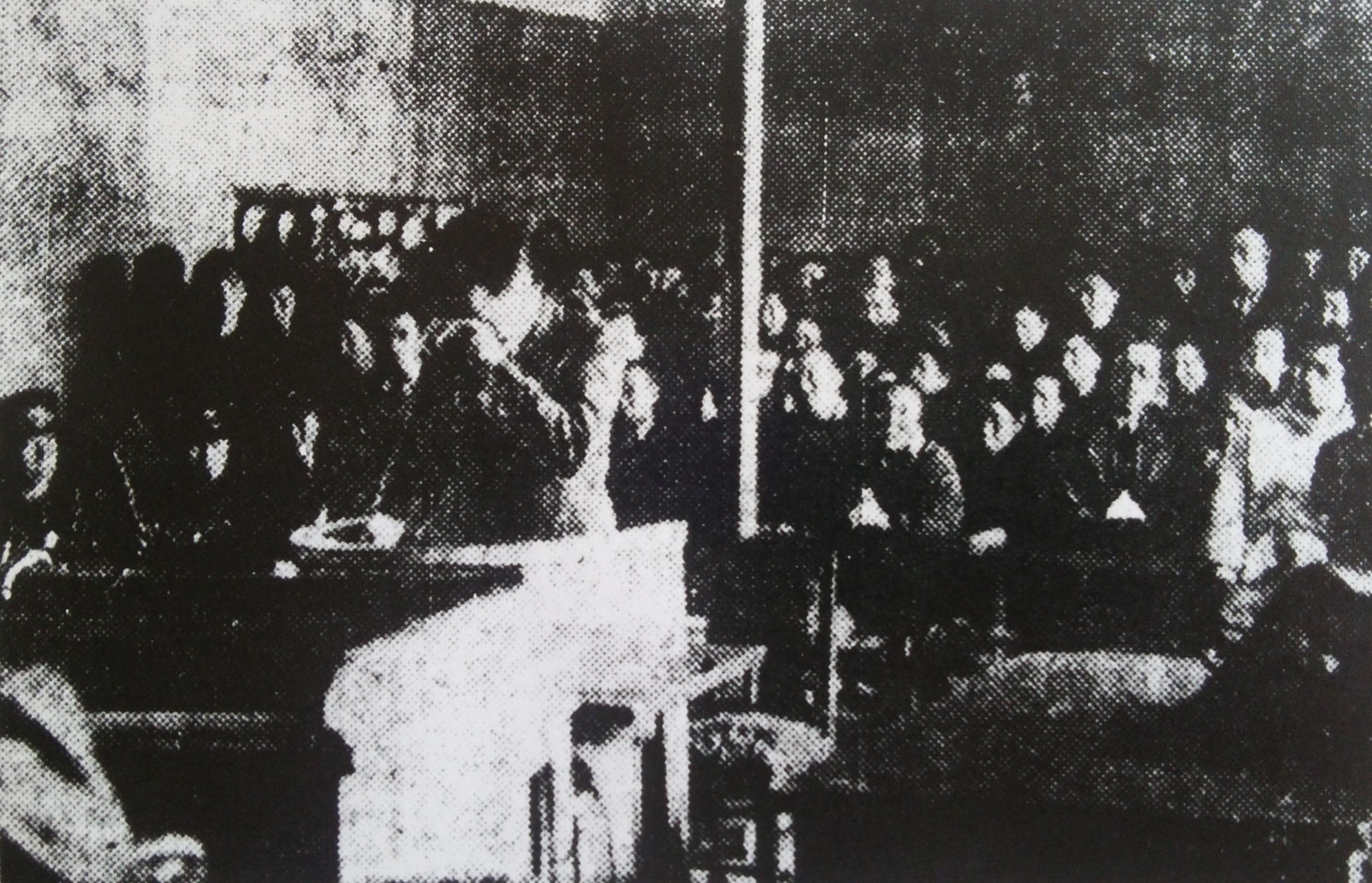
無罪判決に感涙する那須。その背後の傍聴席に松永（△印の人物）。

精神鑑定と血痕鑑定の結果を主な争点として、1年2か月間の審理で30回の公判を重ねた末、傍聴人が廊下まではみ出した法廷で、1951年（昭和26年）1月12日に一審判決は言い渡された。
裁判長の豊川博雅は、銃砲等所持禁止令違反についてのみ有罪として罰金刑を科し、殺人については無罪とする判決を言い渡した。しかし、その理由については「その証明十分ならず結局犯罪の証明なきに帰する」とだけ述べて、一切の説明を加えなかった。この手抜き同然の判決 に対し、傍聴人からは非難の声が巻き起こり、検事は席を蹴って退廷し、Sの母は傍聴席で卒倒した。
判決に理由が欠けていたのは、仙台高裁秋田支部への転任を控えていた豊川が多忙を極めていたためであったが、この配慮に欠ける判決が控訴審で逆転有罪の原因となったのではないか、と豊川は後々まで後悔し続けることになる（後日検察側が提出した控訴趣意書にも、理由を欠いた判決が刑事訴訟法第378条第4項に違反しているとの主張がある）。無罪判決の理由について後に豊川が語ったところによると、那須は変わり者ではあったが殺人を犯すまでとは思わず、白シャツの斑痕についても古畑鑑定も相当重視したが、斑痕は素人目に見ても引田の言うように古いものに見えたためであるという。
判決後、松永は仙台高検へ宛てた手紙の中で引田の医学者としての能力を批判し、控訴審では自分に鑑定をさせるよう要請した。ほどなく、同年3月を以て青森医専は閉校された。医専の教授たちは自動的に弘大医学部の教授へと横滑りしたが、検察宛ての手紙で松永が予言した通りに、医専の教授陣の中で引田だけが教授会の審査にかけられ、退官処遇となった。

### 控訴審
1月19日、検察側は銃砲等所持禁止令違反と殺人の双方について控訴を申し立てた。弁護側は前日の18日に銃砲等所持禁止令違反について控訴していたが、争点を殺人に絞るために 20日に控訴を取り下げた。
控訴審は管轄上では仙台高裁秋田支部で開かれるはずであったが、同支部に一審裁判長の豊川が赴任していたことから、公正を疑われることを恐れた仙台高裁裁判官会議は事件を本庁で審理すると決議した。審理は仙台高裁刑事第二部で6月19日から行われ、検察は仙台高検が担当した。

#### 再度の精神鑑定
検察側は那須が変態性欲者であるとなおも主張し、裁判所に対し再度の精神鑑定を要請した。これを受けて裁判所は東北大学医学部教授の石橋俊実に鑑定を命じ、石橋は8月21日から12月11日までの間の那須への問診と、一審記録を総合して鑑定書を作成した。那須の性格や知人の証言のみならず、既往症や性生活、遺伝歴や家族歴までも調査した結果、石橋は「被告人が変態性欲者であるという断定は下し得ない」と結論した。
この再鑑定結果を受け、検察側は那須の性向を「変態性欲者」から「変質者」へ下方修正し、犯行は変質性に駆られてのものであるとして情状酌量を求めて求刑を無期懲役へ引き下げた。変態性欲者の犯行という見立ては崩れたが、検察側は「動機は犯罪の構成要件ではない」としてその証明を放棄した。

#### 松永証言
控訴審でも一審と同様に現場検証や目撃者の証人調べが行われたが、特段の新事実は得られなかった（なお、この現場検証で裁判長の中兼謙吉は那須に対し「どういう格好でやったのか。おいキミ、ここに来てやってみろ」と発言している）。
しかし、検察側の要請により出廷した松永は控訴審で新たな証言を行った。松永が自身の証言とともに法廷に提出したのは、一審公判における那須の呼吸数の変化の記録であった。一審の間、那須を真後ろの傍聴席からおよそ3メートルの距離で観察し続けた松永は、平常時は1分間に18回から20回程度である那須の呼吸数が、自身に不利な尋問を聞いている際は25回から30回まで上昇した、と証言した。

#### 古畑証言
松永以外にも、検察側の求めに応じて出廷した古畑は白シャツの鑑定について詳細な解説を加えた。一審と同じく古畑は、白シャツの血痕は98.5パーセントの確率でSのものであると証言し、弁護側が主張した血痕の捏造についても否定した。引田鑑定との斑痕の色の食い違いも、個人の感覚であり問題にはならないと答えた。一審で弁護側が持ち出した「900人の被害者」理論に対しては、白シャツの血痕は動脈から飛散したものが付着したものとみられるが、動脈が損傷したBMQE型の人間が900人もいるものか、と反論した（しかし、鑑定書では古畑はそれを計算に入れていないので、弁護側の指摘が正しかったことになる）。
弁護側から、人血鑑定以前の段階を検査できなかったほどの微量の試料から、かくまで複雑な鑑定が可能であったのか、と追及された古畑は「他の方なら不可能かもしれません。しかし、私なら可能です」と断言した。また検察側も、過去に発生した殺人事件で引田が血液型の誤鑑定を犯していたことを挙げ、引田鑑定と「血液型に関して日本の、否、世界の権威者」古畑の鑑定のどちらを信用すべきかは明らかである、とした。
その一方で、事件直後の捜査で那須宅周辺から発見され、人血とされていた斑痕の数々については、古畑は「すべて血痕の付着の証明はない」と鑑定している。

### 控訴審判決
第一回公判から1年足らずが経過した1952年（昭和27年）5月31日、那須に対する判決は言い渡された。
中兼は一審判決を破棄し、殺人と銃砲等所持禁止令違反の双方で有罪を宣告し、両者の併合罪で懲役15年の判決を言い渡した。殺人の容疑については、
- Sの母、近隣住民、知人の証言
- 「裁判の結果無期懲役になろうが何うなろうが裁判長の認定に任せる。控訴する気持はない」との那須の供述
- 那須にアリバイがない点
- 白シャツについての松木・鑑識鑑定、三木鑑定、古畑鑑定の結果
- ズック靴についての松木・鑑識鑑定の結果
- 那須を変態性欲者とする丸井鑑定の結果
- 事件直後の捜査で那須宅周辺から血痕が発見された点

などを総合して有罪の理由とした。控訴審判決はほぼ全面的に検察側の主張に依拠し、特に精神鑑定についての判断は、検察側ですら撤回した丸井鑑定の結果を「経験則に反しない」との理由から受け入れている。

#### 判決の影響
この裁判は、血痕鑑定の結果をほぼ唯一の証拠として有罪判決に辿り着いた法医学上のモデルケースとされ、青森地検弘前支部は、通常は5年で廃棄される裁判記録を若手検事育成のために保管する特別処分を採った。古畑も検察研究所で鑑定について繰り返し講演を行い、那須を有罪に導いた自身の功績を『法医学の話』を始めとした数々の自著で喧伝した。
その一方で、困窮する那須家は度重なる裁判でさらなる負担を受けた。家族は弁護費用のために知人からの借金を重ね、甲冑や古文書など先祖伝来の家宝も売却し、一審終了までには明治から構えていた屋敷さえ売り払った。しかし、移り住んだ先の住居にも投石や塀の破壊が行われ、出前が大量に送り付けられるなどの嫌がらせが繰り返された。弘前で知られた「那須」の名字はいじめや求職での不採用に直結し、妹の一人は8回の転職を余儀なくされた。

## 上告棄却と服役
判決から一週間後の6月6日、那須は「逃亡の恐れ」を理由に宮城刑務所仙台拘置支所に勾留された。
弁護側は9月10日付で上告趣意書を最高裁判所へ提出した。その上告趣意としては主に、裁判に無関係な小松の協力を得て行われた古畑鑑定の確率計算、そして公判手続き終了まで一度も弁護側に開示されなかった白シャツを基にした血痕鑑定はいずれも証拠能力を欠き、加えて起訴状の冒頭にある「被告人は変態性欲者であるが」という断定表現も裁判官に予断を与えるものであった、ということが挙げられた。しかし、岩松三郎が指揮する最高裁第一小法廷は弁護側の主張をすべて退けて翌1953年（昭和28年）2月19日に上告を棄却し、那須は秋田刑務所へ収監された。
獄舎の那須はすぐさま家族へ向けて再審請求を訴えたが、元裁判所書記官であり再審の壁の厚さを理解していた那須の父は、真犯人を見つけ出す以外に方法はない、と那須に隠忍自重を求めた。

### 仮釈放へ
那須は秋田刑務所で5年間服役し、宮城刑務所へ移監された。秋田刑務所では良好な服役態度から、社会人に準ずる扱いを受ける一級模範囚への特進を異例の早さで提案された。しかし那須は改悛の情を示すことを拒否し、特進を辞退した。宮城刑務所でも那須は謝罪を拒否し続けていたが、当時の分類課長の取り成しによって一級模範囚へと特進した。模範囚であったため仮釈放の機会は幾度も巡ってきたが、更生保護審議会の面接でも那須は犯行を否認し続けたため、仮釈放が却下されることは6回に上った。
しかし、長年の刑務作業で患った脊椎の治療を拒否されたことで獄死の恐怖が募り、服役から10年余りが経過した1962年（昭和37年）8月に末弟が水難事故死したことで那須の心境は変わった。死んでなお、人殺しの兄の祟りと罵られる弟のことを聞いた那須は、7回目の面接を更生保護審議会へ申請した。「君がやったのか」との面接官の問いに那須は「やったことを認めます」と答えたが、「自白は仮釈放のためではないか」との問いには回答しなかった。
しかし、申請は認められた。1963年（昭和38年）1月18日、那須は39歳で宮城刑務所から仮釈放された。那須が獄中で10年間貯め続けた作業賃金は、すべて滞納していた訴訟費用の支払いに消えた。

## 真犯人の出現
出所後も、那須は縁者を頼って職を転々としながら、かつての証人たちや元の弁護人たちを訪ね歩いたが、結果はいずれも思わしくなかった。弁護人たちはいずれも世を去るか病床にあるかで、弁護側の裁判資料も散逸してしまっていた。その一方で、新情報があると那須に持ちかけてくる詐欺師も少なくなかった。かつての友人も一人残らず失ったが、「自分で自分に強くなればそれでいい」との一心で那須は弘前へ留まり続けた。
やがて那須は地元でも名刺を出さずに済む浴場管理人の職も見つけ、1965年（昭和40年）には遠縁の女性と結婚した。日常生活も安定し雪冤への熱意も薄れ始めた頃の1971年（昭和46年）5月28日 の朝、一人の男が那須宅を訪れ、応対した那須の母に「驚かないでください。真犯人が名乗り出ました」と切り出した。「それはXですか」と尋ねた那須の母の言葉に、男は首肯した。

### 真犯人X
1930年（昭和5年）に北海道で生まれたXが函館大火に焼け出されて弘前へ移り住んだのは、彼が3歳の時のことであった。子供の頃から那須とは顔見知りで、那須の弟とも尋常小学校で同級であったXは、国民学校高等科を卒業すると同時に15歳で国鉄弘前機関区へ就職した。Xは庫内手から機関助手見習、機関助士へと同期の誰よりも早く昇進し、先輩からの信頼も厚かった。
しかし、1945年に日本が第二次世界大戦に敗戦すると、弘前にも進駐軍向けのダンスホールが林立し、夜毎そこに入り浸るようになったXは乗務に欠勤した挙句国鉄も退職した。その後は家業のミシン修理・販売業を手伝うようになったが、繁華街通いもやむことはなく、戦後に軍部から流出したヒロポンによってXの女遊びには拍車がかかった。やがてXは女性を路上で押し倒したり、ナイフで傷付けたりするようになり、付近の弘大医学部付属病院看護婦寮への侵入を繰り返した。

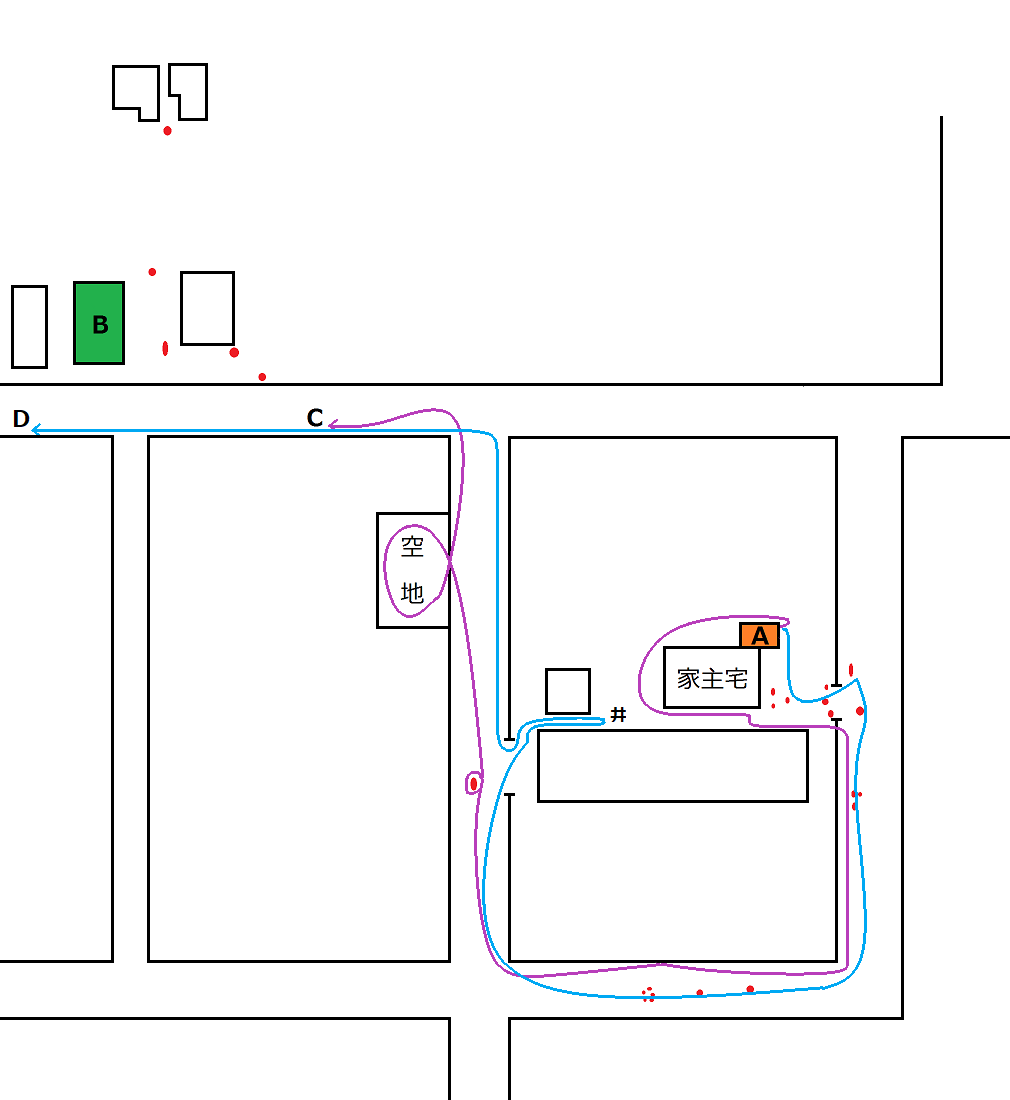
水色線D - Xの証言する逃走経路

1949年8月6日深夜、Xはヤスリをグラインダーで尖らせた手製のナイフを携行し、当時松永一家が寄宿していた先の家主の家へと向かった。家主宅には以前ミシンの修理で訪れたことがあったため、そこに若い娘がいることは知っていたが、松永一家が間借りしていることは知らなかった。ただ女性の体に触りたかっただけで姦淫する気はなかった、ナイフも護身用に持っていただけであった、とXは後に語っている。
正面玄関は鍵がかかっていたので侵入を諦め、離れの松永宅へ辿り着いたXは、鍵のかかっていなかった縁側の戸を開けて8畳間へ侵入し、手前で横になっていたSの体に触れようとした。その時、Sが動いた気がしたXは反射的にナイフでSの喉を突いた。直後、子供の泣き声を聞いたXは現場から逃げ出し、途中で現場近くの井戸へ凶器のナイフを捨てようとしたが、現場から近過ぎる、と考え直して 翌日に市内の映画館のトイレに投棄した。
Xが弘大医学部付属病院看護婦寮への侵入で市警に現行犯逮捕されたのは、それからおよそ1か月が経過した9月3日のことである。Xは拘置所では那須とも挨拶を交わす仲で、那須が自分の罪を被らされていることも知っていた。しかしXは、他の傷害や住居侵入については容疑を認めたが、Sの殺害については死刑を恐れて頑強に容疑を否認した。また、差し入れの弁当殻に忍ばせたメモで拘置所内からアリバイ工作を頼まれていたXの母、そしてX宅に泊まり込んでいた仕事相手もXのアリバイを証言したため、XはS殺害の容疑者から外された。
やがてXは3件の事件について強姦致傷罪や強盗傷人罪などで起訴され、1950年6月に青森地裁弘前支部で懲役10年の有罪判決を受けた。仙台高裁秋田支部での控訴審でも1951年9月に懲役7年となり、やがて有罪が確定したXは青森刑務所へ収監された。那須の弁護に並行してXのこれらの事件の弁護も担当していた三上は、S殺害の真犯人はXであると那須の裁判で訴えたが、その主張は容れられなかった（上記参照）。
5年ほど経ってXは仮釈放されたが、その直後の1957年（昭和32年）11月、またしても女性に対する強盗傷人容疑で逮捕された。一審青森地裁弘前支部で懲役7年の有罪判決を受け、およそ1年後に控訴審で逆転無罪となったが、その2か月後にも少女に対する暴行容疑で逮捕され、やがて不起訴処分となった。これに不貞腐れたXは1960年（昭和35年）2月に実際に女性に対する強盗傷人事件を起こし、最高裁まで争ったが懲役10年の有罪判決が確定し、秋田刑務所へ収監された。

#### 告白
1963年7月、Xは那須が半年前に仮釈放されたばかりの宮城刑務所へ、秋田刑務所から移監された。二十歳を過ぎてから人生のほとんどを監獄の中で過ごしてきたXは、やがてキリスト教へ傾倒するようになり、同時に自分が罪を背負わせた那須についての自責の念にも駆られ始めた。しかし、かつての事件について公訴時効が成立しているか確信が持てなかったXは、なおも罪の告白をためらっていた。
やがて歳月が流れ、Xにも仮釈放が目前に迫っていた1971年3月8日、Xを含めた数人の囚人たちは刑務所の病舎で、数か月前に発生した三島事件について話し合っていた。囚人たちが三島由紀夫の男気を讃え、その反対に女狙いの犯罪を行ってきたXを非難し始めた時、Xはとっさに、自分が過去に殺人を犯し、その罪を他人に着せて逃れたことを口にした。囚人たちの多くはこれを単なる虚勢ととらえ相手にしなかったが、猥褻図画販売罪で服役していた一人の男、Mがこれに興味を示した。Mにもまた、警察に司法取引を反故にされて望まぬ罪を受けた過去があった。
ほどなくXとほぼ同時期に出所したMは、Xを自らの馴染みの弁護士である南出一雄（元思想検事であり、一審検事とは後輩の関係にあった）に引き合わせると同時に、Xの存在を那須家に伝えた（上記参照）。さらにMは独自の現場検証も行いつつ、読売新聞東北総局で松山事件再審請求についての記事を書いていた記者の井上安正に連絡を取った。以降、弘前事件再審請求へ向けた活動は、X、M、南出、そして井上を始めとした読売新聞記者たちの共同作業で行われることになる。
南出により殺人罪の時効が成立していると保証されたXは事件について詳細に告白を始めたが、南出は読売新聞に対して、再審請求の準備が整うまで一切の報道を差し控えるよう要請した。Xの生活が脅かされて告白が反故にされることを恐れたMと井上も、Xの職場に取材を行い始めた他のメディアからXを匿い、Xに新たな職を世話した。また、Xは那須に対して直接謝罪したいとも話していたが、2人が事前に口裏を合わせたと疑われることを恐れ、南出と井上は決してXと那須を面会させようとはしなかった。一方、那須は自分を陥れたXについて「むしろ感謝している」「人間の偽りのない心に触れた気がします」と語り、決して恨みを述べることはなかった。

## 再審請求
1か月ほどが南出がXへ聴取を行った頃、他紙への秘匿が限界に達したと判断した読売新聞は、6月30日付朝刊の社会面でスクープ記事を発表した。他紙はこの記事の後を追ったが、当時の捜査関係者に対する取材を充分に行わなかった読売に対して他紙はXの告白への疑惑色を強め、地元紙の東奥日報などは8段抜きで事件の冤罪を否定する連載を開始した。同時期にはXとMがそれぞれ窃盗と職業安定法違反の容疑で拘束され、その取調べの際には、警察から殺人の告白を取消すよう圧力をかけられたという。
「Xにはアリバイがある」「告白は那須への国家賠償目当て」といった批判が続くなか、Mと井上らはかつてXがナイフを捨てたという映画館の跡地も捜索したが、凶器は発見されなかった。だが一方で、当時X宅に泊まり込んでいたXの仕事相手が現れ、事件の犯人はXだと考えていたが、商売に響かぬようにアリバイ工作に協力したと読売新聞に証言した。さらに、事件直後の調べで那須が「近隣住民が氷を削っている音を聞いた」と述べた（上記参照）その住民も、読売新聞の調べに対して、当時自宅で行っていたどぶろくの密造について警察に追及されぬよう嘘をついたが、確かに事件当夜は自宅で氷を削っていたと認めた。
南出は仙台弁護士会の同僚たちとともに30人体制の再審弁護団を結成し、7月13日に再審請求書を仙台高裁へ提出した。また、日本弁護士連合会も9月17日に事件委員会を設置し、正式に再審請求の支援を開始した。日弁連の支援が決定されたこの日、79歳であった那須の父は息子の雪冤を見ることなく世を去った。
再審へ向けた事実調べでは、青森地検が裁判記録を特別に保管していたことが弁護側に有利に働いた。また、輪番制で高裁刑事第二部へ回されるはずであった再審請求も、刑事第二部裁判長はかつて那須に有罪判決を下した控訴審で陪席判事を務めた細野幸雄であるとの弁護側の抗議が容れられ、山田瑞夫が指揮する刑事第一部へと回された。

### 現場検証
証人調べと現場検証は、1972年（昭和47年）3月27日から一週間にわたって弘前で行われた。裁判官らも同席した現場検証で、Xはかつての事件現場で自ら犯行を再現したが、この際にXは「廊下の幅はもっと狭かったはず」と疑念を呈している。その言葉通り、現場の離れは1961年の改築で縁側の幅が広げられていた。さらに逃走経路の検証でもXは、途中でナイフを捨てようとした井戸は隣の建物の左側にあると主張した。事前の調査で建物の右側だけに井戸があることを把握していた弁護側は、Xの言葉を単なる記憶違いと思いXを建物の右手へ誘導しようとした。しかしXは「右の方は絶対行かないですから、右の方は関係ないですから」とそれを無視して建物の左手を掘り返させ、そこからは隣の家主すら20年間その存在を知らなかった井戸の跡が発見された。
廊下の幅や井戸の位置についての供述に加え、Xの証言は現場周辺の引き戸や踏石の状況、そして被害者と犯人の姿勢、位置関係などが事件当時の記録と一致していた。その一方で証言は、現場の床材や窓の状況、そして犯行後に聞いた叫び声の内容などが当時の記録と食い違いを見せた。

### 血痕再鑑定
かつての裁判で有罪の決め手となった白シャツの血痕鑑定については、検察側と弁護側の双方が新たに鑑定人を立ててその検証が行われることとなり、弁護側は北里大学の船尾忠孝、検察側は千葉大学の木村康の両大学医学部法医学教室教授をそれぞれ鑑定人として申請した。
当初、仙台高検から再鑑定を依頼された木村は、自身が古畑と親しかったため依頼に対しては言を左右していた。しかし、その直後に木村は古畑の門下生筆頭で科学警察研究所所長であった井関尚栄から食事の名目で呼び出され、「いまさら古い事件を引っ掻き回すな」「法医学の権威を守れ」と再鑑定をしないよう圧力をかけられたという。木村はこれに「真実の追究こそが法医学の使命である」と反発し、逆に再鑑定の依頼を引き受けることに決めたと後に述べている。
| 鑑定人            | 鑑定日                                | 肉眼的検査                                      | 血液予備試験                                                                 | 血液本試験                                               | 人血鑑定                                                                          | 血液型鑑定                                      | 結論 |
| ----------------- | ------------------------------------- | ----------------------------------------------- | ---------------------------------------------------------------------------- | -------------------------------------------------------- | --------------------------------------------------------------------------------- | ----------------------------------------------- | --- |
| 松木明            | 1949年 8月20日〔ママ〕 および 10月4日 | 右靴の右上部、 左右の靴底、右靴紐               | ピラミドン反応陽性                                                           |                                                          | - 右靴上部、左右靴底： 試料不足のため不可能 - 右靴紐：抗人血家兎 免疫血清反応陽性 | 試料不足のため 検出不確実                       | - 右靴上部、 左右靴底の斑痕：血液 - 右靴紐の斑痕：人血                                                                    |
| 引田一雄          | 8月24日                               | 右靴紐に小指頭大の 暗褐色の斑痕、その他         | - 全体：ルミノール反応 陰性 - 右靴紐：ベンチヂン反応陰性                     |                                                          |                                                                                   |                                                 | 血液の証明なし |
| 国警科捜研        | 9月1日-10日                           |                                                 | - ハトメ部分全体： ルミノール反応で中程度の蛍光 - 靴紐：ベンチヂン反応弱陽性 | 靴紐：ヘミン結晶反応および ヘモクロモーゲン 結晶反応陰性 |                                                                                   | 靴紐：O型 （凝集反応自体が 起こらなかったため） | 血痕を証明し得ず |
| 国警科捜研        | 9月1日-10日                           | 抗人血色素沈降素反応偽陽性 （補充報告書で言及） | - ハトメ部分全体： ルミノール反応で中程度の蛍光 - 靴紐：ベンチヂン反応弱陽性 |                                                          |                                                                                   | 靴紐：O型 （凝集反応自体が 起こらなかったため） | 血痕を証明し得ず |
| 松木明・ 市警鑑識 | 10月17日 -18日                        | （上図参照）                                    | 左靴の斑痕ア以外、 右靴の斑痕エ以外：陽性                                    |                                                          | 左靴の斑痕う・ウ、 右靴の斑痕ウ：陽性                                             | 左靴の斑痕ウ：B型                               | - 左靴の斑痕イ・あ・い、 右靴の斑痕ア・イ・オ ・あ-う：血液 - 左靴の斑痕う、 右靴の斑痕ウ：人血 - 左靴の斑痕ウ：B型の人血 |
| 古畑種基          | 1950年 7月6日-9月20日                 | 斑痕なし                                        | ルミノール反応陰性                                                           |                                                          |                                                                                   |                                                 | 人血痕の附着を認め得ない                                                                                                  |

| 鑑定人            | 鑑定日                  | 肉眼的検査                                                                                               | 血液予備試験                                   | 血液本試験                                         | 人血鑑定                                       | 血液型鑑定                                     | 結論                                                        |
| ----------------- | ----------------------- | --- | ---------------------------------------------- | -------------------------------------------------- | ---------------------------------------------- | ---------------------------------------------- | ----------------------------------------------------------- |
| 引田一雄          | 1949年8月24日           | 左肩から左乳にかけて 褪灰暗色の2、3の汚点                                                                | （物件が引き揚げられたため鑑定書を作成できず） | （物件が引き揚げられたため鑑定書を作成できず）     | （物件が引き揚げられたため鑑定書を作成できず） | （物件が引き揚げられたため鑑定書を作成できず） | （物件が引き揚げられたため鑑定書を作成できず）              |
| 国警科捜研        | 9月1日-10日             | 褐色汚斑 （図示はないが、松木・鑑識鑑定書の 「斑痕チ」が検査部位）                                       | ルミノール反応で 軽度の蛍光                    | ヘミン結晶反応および ヘモクロモーゲン 結晶反応陽性 |                                                | B型                                            | B型の血液                                                   |
| 国警科捜研        | 9月1日-10日             | 褐色汚斑 （図示はないが、松木・鑑識鑑定書の 「斑痕チ」が検査部位）                                       | ルミノール反応で 軽度の蛍光                    | 抗人血色素沈降素反応偽陽性 （補充報告書で言及）    |                                                | B型                                            | B型の血液                                                   |
| 松木明・ 市警鑑識 | 10月15日 （鑑定嘱託日） | （上図参照） （色調の記載なし）                                                                          | 斑痕イ： ピラミドン反応陽性                    |                                                    | 斑痕イ：抗人血家兎 免疫血清反応陽性            | - 斑痕イ：BQ型 - 斑痕ロ：Q型                   | - 斑痕イ：BQ型の人血 - 斑痕ロ：Q型の人血 - 斑痕ハ・ニ：血液 |
| 三木敏行          | 10月17日                | 左襟左部にエンドウ大の赤褐色の斑痕 （図示はないが、後の再鑑定人らは 松木・鑑識鑑定書の「斑痕ホ」と推定） | （嘱託内容にないため省略）                     | （嘱託内容にないため省略）                         | （嘱託内容にないため省略）                     | Q型                                            | Q型の血液                                                   |
| 古畑種基          | 1950年 7月6日-9月20日   | ごく小さな数個の赤褐色の斑点                                                                             | （試料不足のため省略）                         | （試料不足のため省略）                             | （試料不足のため省略）                         | ME型                                           | BMQE型の人血                                                |

#### 科捜研鑑定に対する指摘
船尾と木村はともに鑑定書に肉眼的検査の記載がないことを指摘して、犯罪事実の立証にかかわる重大な鑑定において鑑定人には常識が欠けていると批判した。また、血液予備試験と血液本試験を行って陽性反応が出た以上、斑痕を血液と見なすことに異論はないが、人血鑑定が行われていないため鑑定としては不適切である、とも指摘した（科捜研が人血鑑定について言及した補充報告書は、証拠として提出されていなかったとみられる）。加えて木村は、「B型の血液」という結論の表現自体は誤りではないが、より誤解を招かないためにも「人血であるかどうかは分からない」と鑑定書に記載すべきであったと後に批判している。

#### 松木・鑑識鑑定に対する指摘
船尾は、松木らが鑑定に使用した試料量はQ式血液型の検出限界を下回っていたはずと指摘し、加えてQ式血液型自体についても、三木が1967年（昭和42年）に発表した論説で「検査成績の再現性に難点があり、証拠として取上げるのは現在のところ無理であろう」と述べていると指摘した。
一方木村は、松木のかかわった鑑定がすべて血液本試験を欠いていることを指摘し、松木には予備試験で陽性反応が出ることと血液であることの区別がついていないと批判した。さらに、人血鑑定に用いられた抗人血家兎免疫血清反応（抗人血清沈降素反応）も、本試験を欠いた利用ではヒト由来のタンパクに反応した可能性を排除できず、無意味であると指摘した。加えて松木・鑑識鑑定書には「斑痕ハ」について「血液反応を示した」「血液反応を行なわなかった」という相反する記述が同居しており全く意味不明である、と批判した。さらに後には、予備試験すら行われなかった「斑痕イ」以外の斑痕が人血や血液と結論されている点についても批判した。
一方その頃、松木は仙台高検に対し覚書きを提出し、白シャツについての鑑定はすべて共同鑑定人の市警鑑識官が行ったものであり自分は清書と捺印しかしていない、と弁明した。これに対し市警鑑識官は、自分こそ原稿の清書しか行っていないのであり、鑑定は松木によって行われたのだと反論している。

#### 三木鑑定に対する指摘
船尾は、三木が鑑定に使用した試料量も松木・鑑識鑑定と同様にQ式血液型の検出限界を下回っていたはずと指摘した。検察側証人として出廷した三木はこれに対し、Q型抗原は反応に個人差が大きいため検出限界は一概に定められないと反論した。
反対に木村は、基本的には三木鑑定は適正妥当であると弁護し、Q式血液型の検出限界についてもABO式のそれと大差ないので問題にはならない、と後に語った。ただしさらに後の著書では、三木鑑定そのものは全く正しい妥当な鑑定であるが、市警による嘱託内容自体が「付着せる人血痕の血液型」と記載されているように科捜研鑑定と松木・鑑識鑑定の結果を前提としているので、その両者が適正な鑑定でない限りは三木鑑定の結論の正確性は保証されない、と述べている。また、人血であることを前提に鑑定を行うのであれば、科捜研鑑定でも松木・鑑識鑑定でも鑑定されていない「斑痕ホ」を試料に選ぶべきではなかったとも批判している。

#### 古畑鑑定に対する指摘
船尾は、MN式血液型の検出可能期間は先の三木論説にあるように最長半年程度であり、事件から1年以上が経過した時点での古畑鑑定で正確な判定は行い得ず、E式血液型に関しても試料量は検出限界を下回っていたはずと指摘した。
また、古畑鑑定は試料の不足を理由に人血鑑定以前の段階をすべて省略している（上表参照）。これについて古畑は、Q型抗原とE型抗原がヒト血球以外から発見されていない以上、それらに凝集素が反応を起こした、すなわちQ型とE型と判定された時点で人血であることは確定されるので、鑑定の手続きに問題はないとした。これについて木村は、抗E凝集素がヒト血球の他にもヒト・ヤギ・ヒツジ・イヌの唾液などに反応する時点でE式血液型についての古畑の主張する前提は崩れており、Q型抗原についてもそれがヒト血球以外から発見されていないのはあくまで現時点での研究成果に過ぎない、と指摘した。また、古畑は鑑定の結論部分で自らの行ったMN式とE式の鑑定に以前の鑑定結果であるABO式とQ式の鑑定結果を合成しているが、その以前の鑑定結果の入手元が不明であるとも指摘した。
これらの指摘に対し、1971年の暮れから脳卒中により入院生活を強いられていた古畑当人に代わって、鑑定で助手を務めた医師が出廷し証言を行った。それによれば、古畑鑑定を実際に行い、鑑定書を作成したのは助手であり、古畑はそれを清書する程度しか行っていなかったという。

##### Q式・E式血液型のその後
1934年（昭和9年）にQ式血液型を発見した今村昌一と、翌年にE式血液型を発見した杉下尚治は、ともに金沢医科大学時代の古畑の門下生である。
Q式血液型はブタの血清から、E式血液型はウナギの血清からそれぞれ作成する抗原で判定する血液型である。しかしQ式血液型は日本国外では全く存在を認められず、1927年にオーストリアのカール・ラントシュタイナーにより発見されていたP式血液型と同一のものであるとみなされた。やがて1965年（昭和40年）頃から日本の法医学界にも同様の認識が広まり、さらに抗原の由来によっては判定結果にぶれが生じるという欠陥もあったため、やがて法医学の教科書から姿を消した。E式血液型に至ってはそのような独立形質自体が存在しなかったことが判明し、Q式血液型と同様にその存在を否定された。

### 請求棄却と異議申立て
再審請求からおよそ3年が経過した1974年（昭和49年）6月、弁護側は高裁に最終意見書を提出した。その中で弁護側は、現場検証でXが未知の井戸の存在を指摘したことは秘密の暴露にあたると主張し、Xの犯人性を強調した。さらに、過去の裁判での事実認定の変遷、那須の名前入りの不自然な実況見分調書（注参照）、逮捕後の長期拘束、2人の再鑑定人の主張、そして那須が仮釈放すら辞退して25年間無実を主張していることを補強材料とした。その翌月に提出された検察側最終意見書では、Xの告白が確定記録と一致したとしてもその信憑性は高まらない、とされた。
約半年後の12月13日、仙台高裁刑事第一部は再審請求を棄却した。那須は落胆を隠さずに「もう日本の司法は何も信用できない」と繰り返したが、250ページに及ぶ決定理由書は、南出も認めるほどの綿密な審理を伝えていた。
棄却決定はその理由の中で、Xの告白の特に廊下の幅についての部分が「裁判記録や第三者では知り得ないことで信憑性がきわめて高い」としたが、Xが事件当時現場近くに住んでいたことを考えれば秘密の暴露とは言い切れない、とした。ズック靴の血痕については「付着を証明するものは皆無」とし、那須の「変態的性格」についてもはっきりと否定された。しかし白シャツの血痕鑑定については、白シャツにSのものと完全に一致する血液が付着しており、那須の側はそれに対する反証を持っていない、という古畑鑑定を全面的に受け入れた判断となった。結局、結論としては「有罪判決は疑わしいが、無罪を証明する明白性を欠く」というものに終わった。主文の最後で、決定は通常3日間である異議申立て期限をさらに3日間延長した。
これを受けて12月19日、弁護側は仙台高裁刑事第二部へ異議申立てを行った。だが老齢の南出は「日本の再審制度は無きに等しい」と嘆き、悲嘆のあまり新たな弁護を引き受けなくなった。

#### 白鳥決定
しかしその半年後、第三の事件に対する判決が再審の門を開いた。1975年（昭和50年）5月20日、岸上康夫の指揮する最高裁第一小法廷は白鳥事件の再審請求を棄却したが、その際に再審開始に要する新証拠の明白性について「確定判決における事実認定につき合理的な疑いを生ぜしめれば足りる」「『疑わしいときは被告人の利益に』という刑事裁判における鉄則が適用される」として、その基準を大幅に引き下げる判断を下した。世に言う「白鳥決定」である。
これを受けて10月14日、弁護側は仙台高裁に、白鳥決定を踏襲し「疑わしきは罰せず」の原則をこの再審請求にも適用するよう補充書を提出した。古畑鑑定を完全に覆せずとも、Xの告白でそれを切り崩すことで再審を開始させるとの方針を弁護側は固めた。そして年が明けた1976年（昭和51年）1月29日、三浦克巳裁判長が指揮する高裁刑事第二部は異議申立てについて事実調べの開始を決定した。
同年7月13日、高裁刑事第二部は原決定を取消し再審を開始すると決定した。

## 再審
4万字を超す再審開始決定の理由では、Xの告白は客観的証拠とも符合し信憑性が高く、また白シャツの斑痕が鑑定を経るにつれて変化していることへの説明がない点などが指摘され、「疑わしきは罰せず」の原則を適用すべき事案であるとの説明がなされた。この決定を下した三浦は、17年前にXに逆転無罪判決を言い渡した仙台高裁秋田支部裁判長その人であった（上記参照）。検察側は特別抗告を断念し、再審公判は9月28日に開始された。
検察側は、Xの告白は虚偽であり、再鑑定の結果も弁護側に都合のいい部分の切り貼りに過ぎないと主張した。一方で、検察側は1977年1月に、ズック靴に関する松木の単独鑑定書を事件から28年経って初めて法廷に開示している（上記参照）。対する弁護側は一日も早い控訴の棄却を求め、検察側に自発的に控訴を取り下げることも求めた。那須も裁判所に対して「無実の者が苦しむようなことは二度と起こさないでほしい」と証言した。また、法廷に立ったXは「一日も早く那須さんを無罪にしてやって欲しい」と語った。この時、那須とXは25年ぶりに一度だけ顔を合わせ、その後は二度と出会わなかった。

### 再審判決
月一回のスピード審理による4回の公判の後、2月15日に再審判決は言い渡された。
判決では、ズック靴に対する松木鑑定は「矛盾しかつ杜撰な点が多く認められる」、丸井による精神鑑定も「個々の資料に対する検討が不徹底で、全般的に独自の推理、偏見、独断が目立ち、鑑定結果に真犯人まで断定するに至っては、鑑定の科学的領域を逸脱したもの」として、いずれも退けられた。那須宅周辺の血液も事件との結び付きが否定され、Sの母による目撃証言も「憎しみが強く働き先入観に大きく左右された疑いが極めて濃厚」とされた。
白シャツの斑痕については、
としてこれを否定し、「押収された当時には、もともと血痕は附着していなかったのではないか」と述べてその捏造を強く示唆した。
那須の容疑については「本件一切の証拠を検討しても本件が被告人の犯行であることを認めるに足る証拠は何一つ存在しない」と結論し、Xの告白についても
とされた。検察側は期限前日の28日に上告を断念し、判決は確定した。

### 無罪判決後
無罪が確定した日、那須は自宅の玄関に、事件以来掛けることのできなかった表札を再び掲げた。8月30日には刑事補償として1399万6800円（4378日の拘禁日数から換算すると1日当たりおよそ3200円）を受け取った。この刑事補償は、亡父の墓代を除いたすべてが再審費用と後の国賠訴訟費用に充てられた。一方のXは判決後に変心し、「もう那須の顔を見たくない。無罪判決をもらっても、俺にはなんのあいさつもない」と苛立ちを露わにした。松永は「判決通り那須さんが無実なら、家族も含めて本当にお気の毒に思う」と語り、元市警捜査課長は、当時自身の潔白を証明できなかった那須を非難した。
Xの存在をいち早く察知し、5年9か月にわたる追跡取材で事件の再審に貢献したことを讃えられ、井上は日本弁護士連合会から報道関係者として初めて感謝状を贈られた。その後も井上は日本新聞協会賞 や菊池寛賞 を相次いで受賞し、取材活動のエピソードは1992年（平成4年）にドラマ化もされている。
かつて古畑が那須の有罪を自身の功績として喧伝し、再審までに24刷を重ねていた著書『法医学の話』について、ほどなく版元の岩波書店は「文脈に疑問がある」として出品を停止、絶版とした。弘前事件と同じく古畑の鑑定が有罪の証拠とされ、被告人らに死刑判決が下っていた財田川事件、島田事件、松山事件についても、後に3件すべてが再審で無罪となった。

## 国家賠償請求訴訟
10月22日、那須は国家賠償を求めて青森地裁弘前支部へ提訴を行った。再審と同じく南出を中心とした原告側が請求したのは、那須当人と9人の親族、そして亡父についての総額9759万5900円の賠償であった。
那須側が主張した公務員の不法行為は、まず捜査機関が物証を捏造した上で虚偽の実況見分調書と鑑定書を作成し、次に検察が違法な見込み逮捕、勾留を行い、また物証の捏造を知りながらそれを無視して一部の資料を隠蔽し、そして高裁と最高裁が一審の無罪を深く検討しなかったことにより職務上の注意義務を怠った、というものであった。
物証の捏造を強く主張する那須側に対して、被告となった国側は、松木・鑑識鑑定によるズック靴と白シャツの鑑定結果には「何ら疑義を差しはさむ余地は存しない」とその正確性を改めて強調した。のみならず、白シャツについての松木・鑑識鑑定が実際に行われたのは1949年8月23日頃のことで、その後白シャツは松木のもとから直接科捜研へ引き渡されたのであり、引田が白シャツを目にしたというのは虚偽である、という全く新たな主張も展開した。

### 部分勝訴
事件の冤罪性自体を否定する国側に対し、1981年（昭和56年）4月27日に裁判長の矢崎博一が申し渡した判決では、ズック靴と白シャツについての鑑定の信頼性は完全に否定され、那須を犯人とみるべき証拠が何一つ存在しない状況で起訴に踏み切った一審検察官には注意義務違反の違法があったと認定された。戦後に発生した冤罪事件で検察官に過失責任が認められたのは、これが初のケースである。しかし捜査機関の不法行為については認められず、控訴審裁判所の判断についても自由心証主義の範囲内にあるとして違法性の訴えは退けられた。親族への賠償請求についても、那須の無罪によって精神的苦痛はすでに慰謝されているとされた。
最終的に那須当人にのみ認められた賠償の額は、拘禁中の逸失利益272万9201円に精神的苦痛を慰謝するための2000万円と弁護費用の87万円を加え、そこから那須側によって控除が求められていた刑事補償額の1399万6800円を差し引いた960万2401円となった。

### 逆転敗訴
国賠訴訟一審は那須側の部分勝訴となったが、那須側は裁判所の過失や親族に対する賠償が認められなかった点、そして物価の変化を考慮しない賠償金の算定を不服として、国側は判決そのものを不服としてともに控訴した。だが、1986年（昭和61年）11月28日に仙台高裁裁判長の輪湖公寛は、言い渡した判決で那須側の主張をすべて退け、一審で認められていた検察官の過失責任も否定した。裁判官と検察官が故意に職権を逸脱したとは認められず、むしろ有罪判決の確定を避けられなかった弁護側に責があったとする、逆転全面敗訴であった。
那須側は最高裁へ上告したが、香川保一が指揮する第二小法廷は1990年（平成2年）7月20日に上告を棄却した。この判決は、裁判官の不法行為については、控訴審と同様に1982年（昭和57年）の民事判例 をひいてそれを否定するものであるが、これは1982年判例が刑事事件および再審無罪事件にも適用される、とした点で新たな最高裁判断となっている。しかしこの判断に対しては、1982年判例が控訴せず一審で確定した民事事件であるのに対し、弘前事件が再審により原判決が無効とされた刑事事件である、という相違点を無視して判例を踏襲しているとの批判がある。検察官の不法行為については、1982年判例が検察官の責任に対しても適用されるとしていた控訴審の判断は退けられた。しかし、事実認定においては、最高裁判決は1982年判例に基いた控訴審のそれを判断の基礎として検察官を免責している。
有罪を支えた証拠が多大の疑問を断言されているこの事件においてすら、国家賠償責任を認めていないこの判決は、冤罪被害者の救済と冤罪防止の観点からは極めて厳しい判例の一つとなった。

## その後

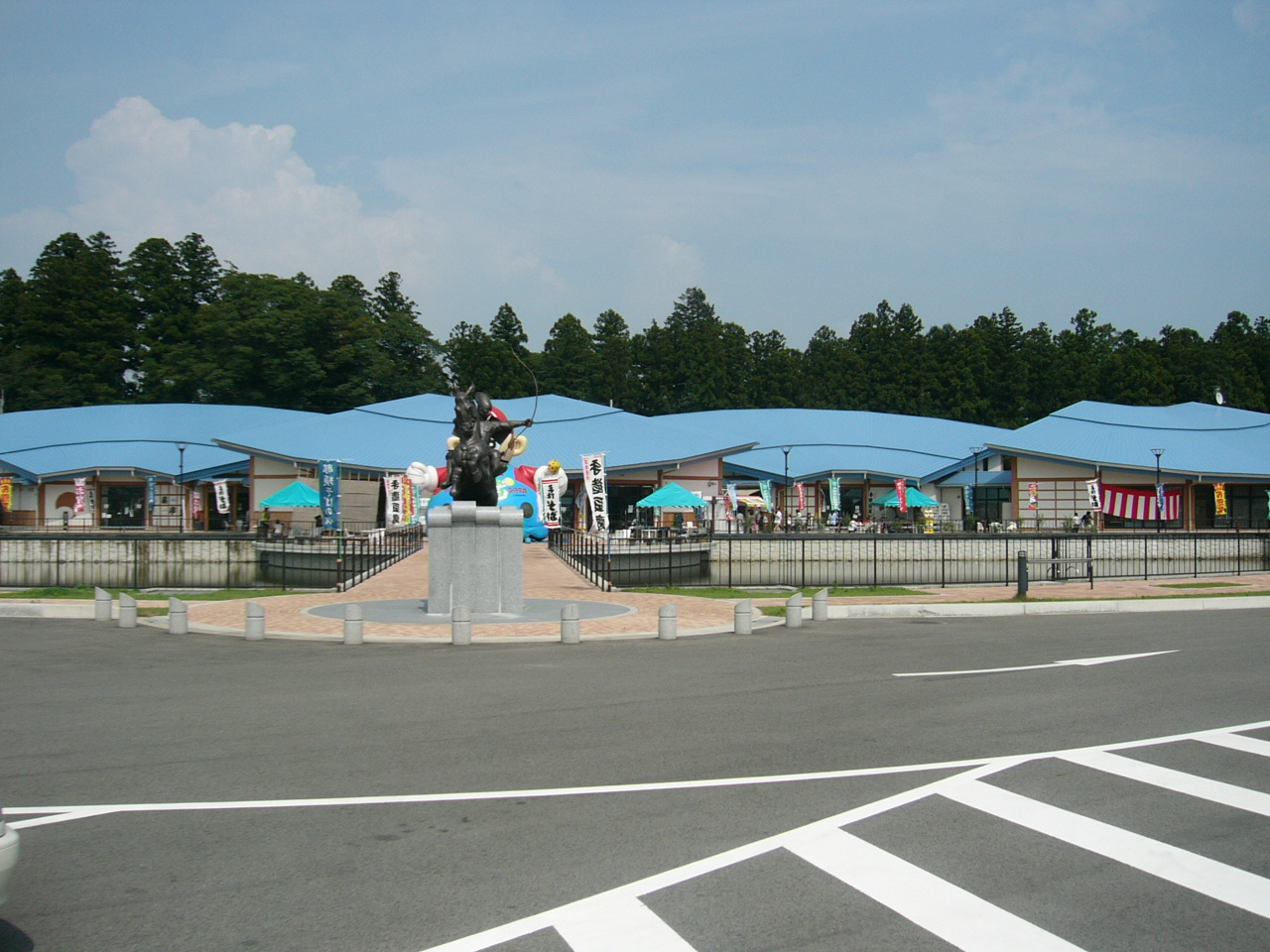
道の駅「那須与一の郷」

国賠請求の棄却後、那須は講演などで自身の冤罪体験を語りながら、国家賠償法の改正や陪審制の導入を求めて活動した。地元からは名誉市民に推す声もあったが、辞退した。
Xは自らが真犯人であることを告白した後、仙台市内で小さな廃品回収会社を興し、妻とともに勤勉に暮らしていた。しかし、1984年（昭和59年）4月に中学校3年生の女子生徒3人に金を払って猥褻行為を働いたとして逮捕され、青少年保護条例違反で罰金刑を受けた。この事件が殺人の過去とともに各紙で一斉に報じられたため、前科が知れ渡ったXは廃品回収の提携先からも契約を打ち切られた。
2004年（平成16年）には、那須氏ゆかりの地として知られる栃木県大田原市に道の駅「那須与一の郷」がオープンした。この道の駅に那須与一を伝える伝承館が併設される運びとなった際には、裁判費用として売却されることを免れ大田原市へ寄託されていた那須家の家宝など701点も、その収蔵品として収められた。そして2007年（平成19年）10月に「那須与一伝承館」が開館すると、那須はその名誉館長に就任している。
2008年（平成20年）1月24日、「私が死んでも、誰にも知らせないで欲しい」と言い遺し、那須隆は84歳で世を去った。